# Stefan Zachäus
Stefan Zachäus (Wurzen, 18 ottobre 1990) è un triatleta lussemburghese.

## Biografia
Nato a Wurzen in Germania, viene allenato da Thomas Andreos e compete per il gruppo sportivo del Lëtzebuerger Arméi, l'esercito lussemburghese. Ha rappresentato il Lussemburgo ai Giochi olimpici estivi di Tokyo 2020, classificandosi quarantaquattresimo nella prova individuale.